# Sphaerosyllis capensis
Sphaerosyllis capensis är en ringmaskart som beskrevs av Francis Day 1953. Sphaerosyllis capensis ingår i släktet Sphaerosyllis och familjen Syllidae.

## Underarter
Arten delas in i följande underarter:
- S. c. serrata
- S. c. lateropapillata
- S. c. chilensis
- S. c. densopapillata